# Cantón Riobamba
Cantón Riobamba är en kanton i Ecuador.   Den ligger i provinsen Chimborazo, i den centrala delen av landet, 160 km söder om huvudstaden Quito. Antalet invånare är 193 315. Arean är 990 kvadratkilometer.
Terrängen i Cantón Riobamba är huvudsakligen bergig, men den allra närmaste omgivningen är kuperad.